# Patagotitan
Patagotitan er en slægt af sauropoder fra Cerro Barcino-formationen i Chubut-provinsen i Patagonien, Argentina. Patagotitan indeholder en enkelt art Patagotitan mayorum, først offentliggjort i 2014 og herefter valideret og navngivet i 2017 af José Carballido og kollegaer.

## Beskrivelse
Efter publicering af artiklen, rapporterede LiveScience at Patagotitan var 37 meter lang og vejede 62 ton - og hjemmesiden phys.org rapporterede, at Patagotitan var 37 meter lang og vejede 69 ton, hvilket gør den vægtmæssigt lidt mindre end Argentinosaurus. Patagotitans lårbensknogle er 238 cm lang og har en omkreds på omkring 110 cm, en tyndere lårbensknogle end Argentinosaurus' lårbensknogle.

## Opdagelse og navngivning
Fossilerne blev opdaget i 2011 af en bonde i ørkenen nær La Flecha i Argentina, omkring 250 km vest for Trelew i provinsen Chubut i Patagonien. 
Udgravning blev foretaget af palæontologerne fra det lokale museum i Trelew. Udgravningslederen Jose Luis Carballido og Diego Pol, med delvis finansiering af The Jurassic Foundation. Syv delvise skeletter, bestående af omkring 150 knogler blev afdækket og beskrevet som i "bemærkelsesværdig god tilstand".

## Palæoøkologi
Patagotitan levede i Tidlig Kridt-perioden, mellem 95 og 100 millioner år siden, i hvad der kaldes et område med skov.